# Жамбильський район (Алматинська область)
Жамби́льський район (каз. Жамбыл ауданы, рос. Жамбылский район) — адміністративна одиниця у складі Алматинської області Казахстану. Адміністративний центр — село Узинагаш.

## Історія
Утворений як Кастецький район, з 1939 року — Джамбульський. 1993 року назва була транскрибована в сучасну. 1997 року до складу району увійшла територія ліквідованого Куртинського району — Айдарлинський, Бозойський, Саритаукумський, Теміржольський сільські округи та Улькенська селищна адміністрація.
2 вересня 2019 року зі складу району була виключена територія площею 10,92 км² та передана до складу Кордайського району Жамбильської області.

## Населення
Населення — 163052 особи (2021; 117599 у 2009, 105895 у 1999, 107313 у 1989).
Національний склад (станом на 2010 рік):
- казахи — 100964 особи (80,06%)
- росіяни — 12887 осіб (10,21%)
- уйгури — 3759 осіб (2,98%)
- турки — 2225 осіб (1,76%)
- азербайджанці — 1333 особи (1,56%)
- німці — 882 особи
- татари — 807 осіб
- курди — 484 особи
- українці — 421 особа
- узбеки — 380 осіб
- киргизи — 336 осіб
- чеченці — 290 осіб
- корейці — 163 особи
- білоруси — 87 осіб
- греки — 51 особа
- дунгани — 27 осіб
- поляки — 24 особи
- інші — 988 осіб

## Склад
До складу району входять 24 сільських округи:
| Поселення                          | Площа, км² | Населення, осіб (1989) | Населення, осіб (1999) | Населення, осіб (2009) | Населення, осіб (2021) | Центр                       | Населені пункти |
| ---------------------------------- | ---------- | ---------------------- | ---------------------- | ---------------------- | ---------------------- | --------------------------- | --------------- |
| Айдарлинський сільський округ      | -          | 2003                   | 1246                   | 1251                   | 855                    | Айдарли                     | 1               |
| Аккайнарський сільський округ      | -          | 2024                   | 1916                   | 2754                   | 2201                   | Аккайнар                    | 1               |
| Аксенгірський сільський округ      | -          | 2669                   | 2591                   | 3381                   | 4632                   | Аксенгір                    | 4               |
| Актерецький сільський округ        | -          | 3554                   | 3362                   | 3408                   | 2971                   | Актерек                     | 2               |
| Беріктаський сільський округ       | -          | 2624                   | 2225                   | 2231                   | 1760                   | Беріктас                    | 1               |
| Бозойський сільський округ         | -          | 1529                   | 990                    | 466                    | 448                    | Бозой                       | 1               |
| Дегереський сільський округ        | -          | 3842                   | 3317                   | 3574                   | 3285                   | Дегерес                     | 5               |
| Жамбильський сільський округ       | -          | 3944                   | 4160                   | 4393                   | 4943                   | Жамбил                      | 4               |
| Каракастецький сільський округ     | -          | 4052                   | 3562                   | 4175                   | 4318                   | Каракастек                  | 3               |
| Карасуський сільський округ        | -          | 2446                   | 2876                   | 3967                   | 12616                  | Сарибай-бі                  | 5               |
| Каргалинський сільський округ      | -          | 16468                  | 17501                  | 20114                  | 30999                  | Каргали                     | 1               |
| Матібулацький сільський округ      | -          | 6580                   | 4275                   | 4156                   | 3726                   | Матібулак                   | 8               |
| Минбаєвський сільський округ       | -          | 3496                   | 3201                   | 3305                   | 5357                   | Минбаєво                    | 1               |
| Самсинський сільський округ        | -          | 2518                   | 2727                   | 2980                   | 3302                   | Самси                       | 3               |
| Саритаукумський сільський округ    | -          | 1375                   | 621                    | 340                    | 312                    | Ащису                       | 1               |
| Талапський сільський округ         | -          | 2534                   | 2415                   | 2627                   | 2434                   | Суранши-батир               | 2               |
| Таранський сільський округ         | -          | 1910                   | 1642                   | 2078                   | 2656                   | імені Балгабека Кидирбекули | 1               |
| Теміржольський сільський округ     | -          | 4083                   | 4960                   | 4722                   | 5100                   | Казибек-бека                | 1               |
| Узинагаський сільський округ       | -          | 21767                  | 26097                  | 33121                  | 54065                  | Узинагаш                    | 3               |
| Ульгулинський сільський округ      | -          | 1702                   | 1263                   | 1367                   | 982                    | Ульгілі                     | 3               |
| Улькенський сільський округ        | -          | 3977                   | 3106                   | 1682                   | 1502                   | Улькен                      | 1               |
| Унгуртаський сільський округ       | -          | 4660                   | 4218                   | 3826                   | 3831                   | Унгуртас                    | 4               |
| Шиєнський сільський округ          | -          | 2677                   | 2683                   | 2140                   | 2399                   | Шиєн                        | 2               |
| Шолаккаргалинський сільський округ | -          | 4879                   | 4941                   | 5541                   | 8358                   | Умбетали Карібаєва          | 3               |

## Найбільші населені пункти
Населені пункти з чисельністю населення понад 3000 осіб:
| №  | Населений пункт    | Населення, осіб (1989) | Населення, осіб (1999) | Населення, осіб (2009) | Населення, осіб (2021) |
| -- | ------------------ | ---------------------- | ---------------------- | ---------------------- | ---------------------- |
| 1  | Узинагаш           | 19 798                 | 23 887                 | 30 589                 | 46 184                 |
| 2  | Каргали            | 16 468                 | 17 501                 | 20 114                 | 30 999                 |
| 3  | Кайназар           | 70                     | 569                    | 1 241                  | 7 303                  |
| 4  | Минбаєво           | 3 125                  | 3 201                  | 3 305                  | 5 357                  |
| 5  | Казибек-бека       | 4 083                  | 4 960                  | 4 083                  | 5 100                  |
| 6  | Касимбек           | 2 095                  | 2 016                  | 2 326                  | 4 025                  |
| 7  | Умбетали Карібаєва | 2 293                  | 2 501                  | 2 687                  | 3 649                  |
| 8  | Жамбил             | 2 802                  | 2 986                  | 2 658                  | 3 636                  |
| 9  | Каракастек         | 3 259                  | 2 805                  | 3 020                  | 3 417                  |
| 10 | Сарибай-бі         | 1 521                  | 1 444                  | 1 648                  | 3 259                  |